# Poltergeistul de Enfield
Poltergeistul de Enfield a fost un caz din 1977 care a marcat multe suflete.A avut loc in Enfield pe Green Street 284,Anglia.In acea casa trăia familia unui batran numit Bill Wilkins .Acest Bill Wilkins a murit in acea casa pe un fotoliu de piele aflat in living-ul casei intr un colț.Inainte de a muri a orbit si a murit de comoție cerebrala.Dupa un timp,o familie s-a mutat in casa respectiva (familia Hodgson).Acest caz poate fi intalnit prin reproducerea lui din filmul The Conjuring 2.Singurele lucruri care au fost create de catre directorul James Wan a fost calugarița diabolica.Conform spuselor lui Lorraine Warren Valak era un fel de vârtej negru cu o față neclara in mijloc.Valak este un demon ilustrat ca fiind un copil cu aripi de înger calarind un dragon cu doua capete.Spiritul lui Bill Wilins fiind o momeala,o ustensila pentru slabirea micuței Janet.In acest caz vorbim de posedarea fetiței Janet Hodgson si salvarea ei de către soții Warren.